# Achmad Hisyam Tolle
Achmad Hisyam Tolle (sinh ngày 7 tháng 1 năm 1994) là một cầu thủ bóng đá người Indonesia hiện tại thi đấu cho PSM Makassar ở Indonesia Soccer Championship A.

## Danh hiệu
Indonesia U 21.Hassanal Bolkiah Trophy: 2012. Á quân